# Gare de Campo Limpo Paulista
La gare de Campo Limpo Paulista (en portugais Estação Campo Limpo Paulista) est une gare ferroviaire de la ligne 7 (Rubis) de la Companhia Paulista de Trens Metropolitanos (CTPM). Elle est située rue Felícia Pereira Pinto au centre de la municipalité de Campo Limpo Paulista dans l'État de São Paulo, au Brésil.

## Situation ferroviaire

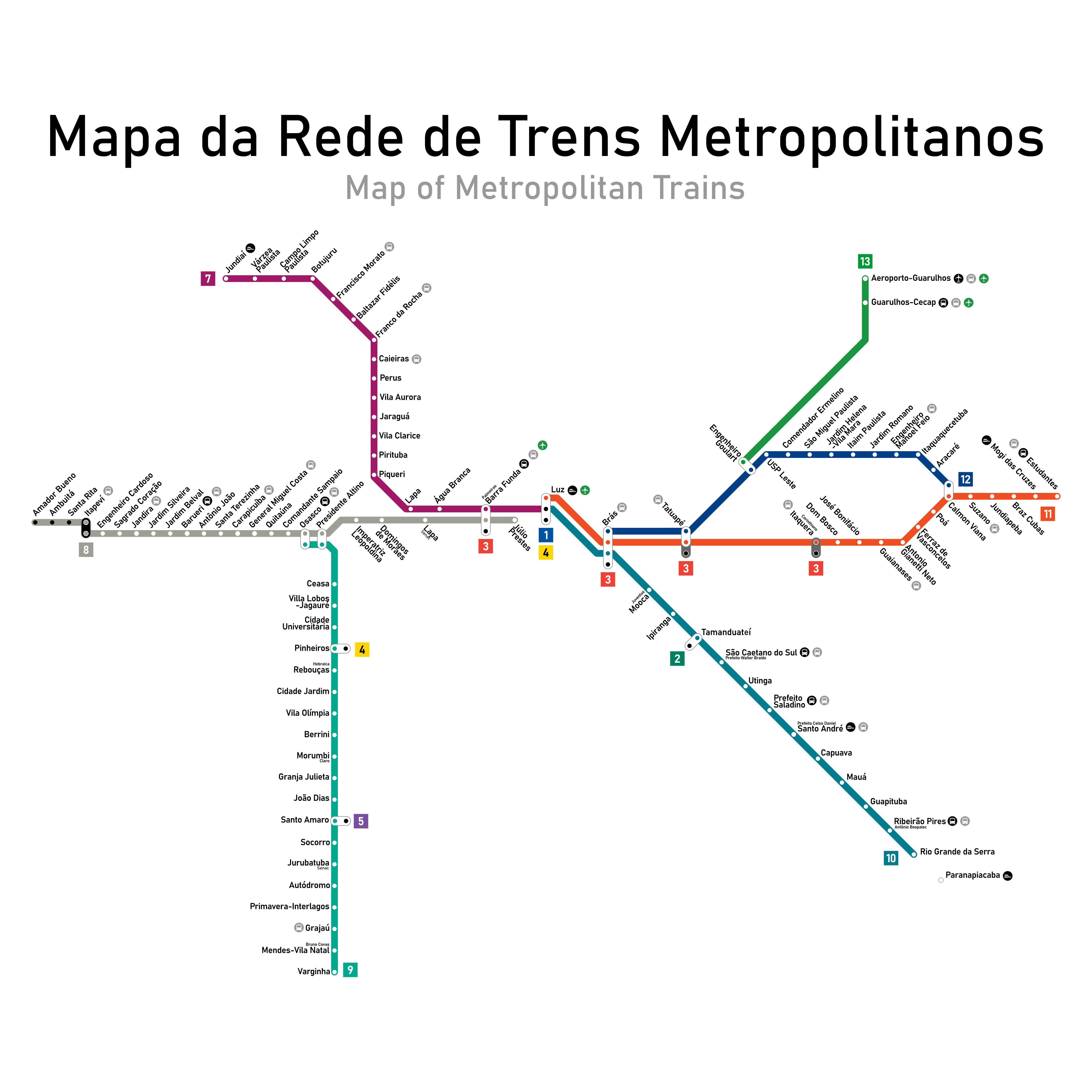
Plan des lignes de la CPTM (2020).

Établie à 740 mètres d'altitude, la gare de Campo Limpo Paulista est située sur la ligne 7 (Rubis) de la Companhia Paulista de Trens Metropolitanos (CTPM), entre la gare de Botujuru, en direction de la gare terminus de Brás, et la gare de Várzea Paulista, en direction de la gare terminus de Jundiaí. 